# Caloplaca squamosa
Caloplaca squamosa är en lavart som först beskrevs av B. de Lesd., och fick sitt nu gällande namn av Alexander Zahlbruckner. Caloplaca squamosa ingår i släktet orangelavar och familjen Teloschistaceae.   Inga underarter finns listade i Catalogue of Life.